# Apache Derby
 (septembre 2012).
Apache Derby est un moteur de base de données relationnelle écrit en langage Java qui peut être embarqué dans des programmes écrits en Java. Étant multiplateforme et de très petite taille (2MB), il s'intègre particulièrement bien dans toute application Java.
Apache Derby est un projet open source sous licence Apache 2.0.
Derby est aussi connu sous les noms IBM Cloudscape et Sun Java DB.

## Technologies utilisées par Derby

### Moteur de base de données embarqué de Derby
Le noyau du moteur technologique étant en Java, cela permet à Derby de fonctionner à l'intérieur même d'un programme Java. JDBC et SQL constituent les interfaces de programmation utilisées.

### Serveur Derby
Permet de mettre en place une architecture client-serveur traditionnelle. Il utilise le protocole standard DRDA et permet d'accéder à la base de données par l'intermédiaire de JDBC, ODBC/CLI ou encore les langages Perl et PHP.

### Utilitaires
- ij – permet d'exécuter des scripts SQL sur n'importe quelle base de données supportant JDBC.
- dblook – permet d'extraire un schéma d'une base Derby.

## Histoire
Apache Derby fut conçu à l'origine par Cloudscape Inc, une startup fondée à Oakland, Californie en 1996 pour développer des technologies Java. La première sortie de cette base de données, alors appelée JBMS, eut lieu en 1997. Par la suite ce produit fut renommé Cloudscape et de nouvelles versions apparurent approximativement tous les six mois. En 1999 Informix Software fit l'acquisition de Cloudscape Inc. En 2001 IBM fit l'acquisition de la section base de données d'Informix Software, ce qui incluait Cloudscape. Cloudscape continua d'évoluer, principalement pour être embarqué dans les applications Java d'IBM. En août 2004 IBM fit don du code à la fondation Apache en tant que Derby, commandité par le projet Apache DB. En juillet 2005 le projet Derby quitta la partie Incubator d'Apache et est depuis développé comme sous-projet de Apache DB.

## Sources
- (en) Cet article est partiellement ou en totalité issu de l’article de Wikipédia en anglais intitulé « Apache Derby » (voir la liste des auteurs).